# Niassa
Niassa is de grootste qua oppervlakte en kleinste qua aantal inwoners van de tien provincies van Mozambique. Bijgevolg is het ook de dunst bevolkte provincie. Niassa is iets meer dan 129.000 vierkante kilometer groot en had in 1997 ruim driekwart miljoen inwoners. De hoofdstad van Niassa is Lichinga.
Vanaf 1898 tot 1929 was het een concessiegebied van de Companhia do Niassa, dat ook buurprovincie Cabo Delgado omvatte. De provincie had toen eigen postzegels. De hoofdstad was eerst Ibo en later Porto Amélia.

## Grenzen
De provincie Niassa ligt in de noordwesthoek van Mozambique en grenst daar aan twee buurlanden:
- De regio Ruvuma van Tanzania in het noorden.
- Het Malawimeer met aan de overzijde de drie districten van Malawi ten westen (van noord naar zuid):
  - Northern
  - Central
  - Southern

Niassa deelt vervolgens een grens met drie andere Mozambikaanse provincies:
- Cabo Delgado in het oosten.
- Nampula in het zuidoosten.
- Zambezia in het uiterste zuiden.

## Districten
De provincie is verder verdeeld in zestien districten:
- Citade de Lichinga
- Cuamba
- Lago
- Lichinga
- Majune
- Mandimba
- Marrupa
- Maúa

- Mavago
- Mecanhelas
- Mecula
- Metarica
- Muembe
- N'gauma
- Nipepe
- Sanga

Cabo Delgado · Gaza · Inhambane · Manica · Maputo · Nampula · Niassa · Sofala · Tete · Zambezia · Maputo (stad)